# 222 км (зупинний пункт, Одеська залізниця)
222 км — пасажирський зупинний пункт Шевченківської дирекції Одеської залізниці на електрифікованій лінії Імені Тараса Шевченка — Чорноліська між зупинними пунктами Березняки (2 км) та Березняцька (2 км). Розташований неподалік села Березняки Черкаського району Черкаської області.

## Пасажирське сполучення
На платформі 222 км зупиняються приміські поїзди до станцій Імені Тараса Шевченка, Знам'янка-Пасажирська, Миронівка та Цвіткове.